# Ochyraea tatrensis
Ochyraea tatrensis är en bladmossart som beskrevs av Jiří Váňa 1986. Ochyraea tatrensis ingår i släktet Ochyraea och familjen Amblystegiaceae. IUCN kategoriserar arten globalt som akut hotad. Inga underarter finns listade i Catalogue of Life.